# Kobberrose
Kobberrose (Rosa glauca) er en løvfældende busk med en åben, overhængende vækst. 

## Beskrivelse
Barken er først rødlig med blå dug og få, helt rette eller svagt krumme torne. Senere bliver den rødbrun, og gamle grene kan få en grålig, opsprækkende bark. Knopperne er spredtstillede, røde og ganske små, skjult bag akselbladene. 
Bladene er uligefinnede med elliptiske småblade og savtakket rand. De er rent røde i udspring, men skifter snart farve og bliver blågrå med røde ribber på oversiden og mørkt grålige på undersiden. Høstfarven er gul til orangerød. Blomstringen sker i juni-juli, hvor blomsterne sidder enkeltvis og endestillet på kortskud. De er regelmæssige og 5-tallige med lyserøde kronblade. Frugterne er ovale, orangerøde hyben.
Rodnettet er vidt udbredt med kraqftige hovedrødder og mange siderødder.
Højde x bredde og årlig tilvækst: 2,00 x 2,00 m (35 x 35 cm/år).

## Hjemsted
Arten er udbredt i lysåbne overdrev og sætere på bjergene fra Pyrenæerne via Alperne, Jurabjergene og Vogeserne over Appenninerne til Karpaterne. Desuden er planten naturaliseret i Skandinavien, herunder Danmark. Arten er knyttet til neutral jord med et ringe indhold af næringsstoffer. 
Den findes i 1.300 m højde i Pinetadalen i de østlige Pyrenæer sammen med bl.a. Blå Stormhat, Finbladet Stormhat, Hunde-Rose, Hvid Staudeklematis, Peberbusk, Petasites niveus (en art af Hestehov), Prægtig Klokke, Ulve-Stormhat og Ægte Lavendel
| Portal | Portal:Botanik |

## Note
1. ↑  XIV International Botanical Congress: The vegetation and endemic flora of the Spanish Pyrenees (engelsk)